# Chalybion zimmermanni
Chalybion zimmermanni är en biart som beskrevs av Anders Gustav Dahlbom 1843.
Chalybion zimmermanni ingår i släktet Chalybion och familjen grävsteklar.

## Underarter
Arten delas in i följande underarter:
- Chalybion zimmermanni aztecum
- Chalybion zimmermanni peninsularum
- Chalybion zimmermanni zimmermanni